# Philodendron lindenianum
Philodendron lindenianum är en kallaväxtart som beskrevs av Gustav Wallis. Philodendron lindenianum ingår i släktet Philodendron och familjen kallaväxter.
Artens utbredningsområde är Ecuador. Inga underarter finns listade.